# Pietralba
Pour les articles homonymes, voir Pietralba (homonymie).
Pietralba est une commune française située dans la circonscription départementale de la Haute-Corse et le territoire de la collectivité de Corse. Elle appartient à l'ancienne piève de Canale.

## Géographie

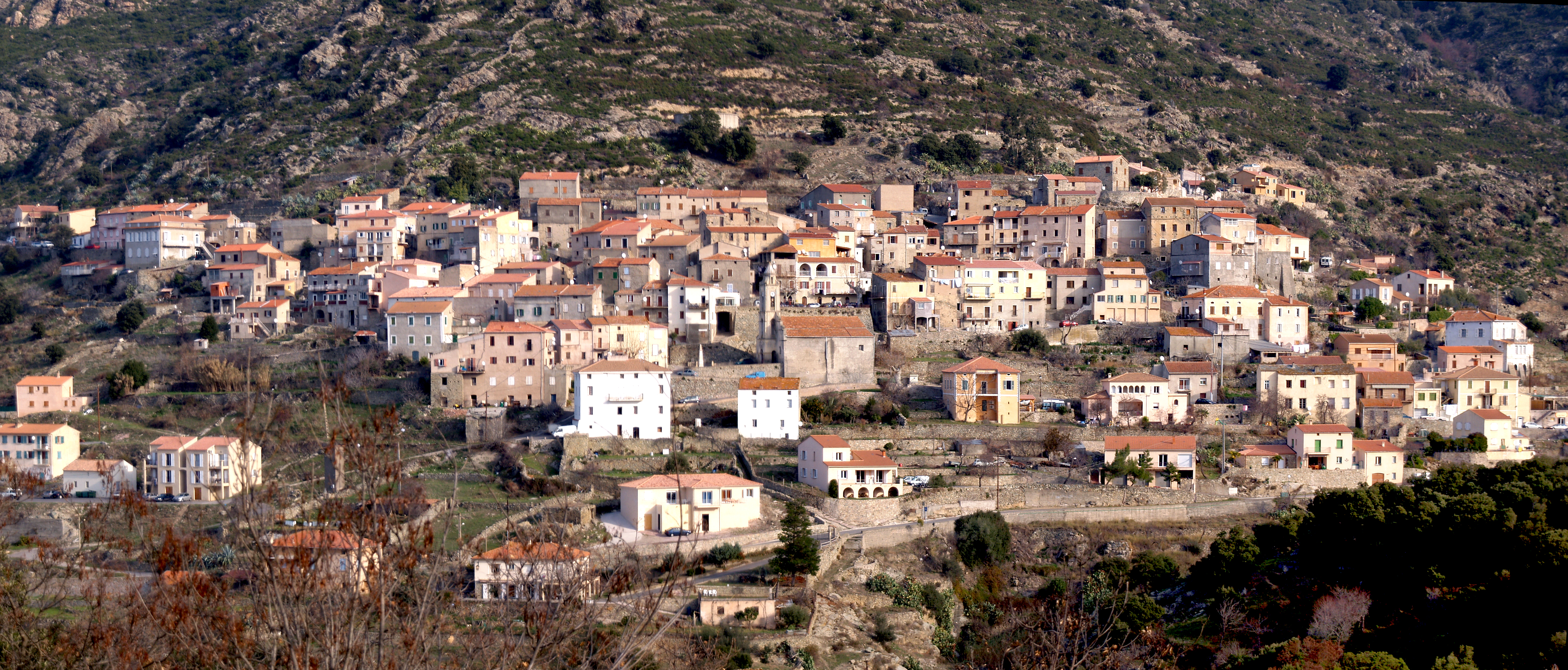
Panorama du village de Teto.

### Situation
Pietralba est avec Urtaca et Lama l'une des trois communes issues de la piève de Canale, occupant la rive droite de la vallée de l'Ostriconi.

### Géologie et relief
Pietralba se situe dans la zone dépressionnaire de l'Ostriconi, l'une des dépressions centrales séparant la "Corse schisteuse" ou l'En-Deçà-des-Monts au nord-est de l'île, de la "Corse cristalline", restant de l'île ou l'Au-Delà-des-Monts.
Son territoire occupe un secteur du flanc oriental de la Serra di Tenda, composé au nord de deux vallons, et au sud d'une large vallée en haut de laquelle l'Ostriconi prend naissance. Les vallons et vallée sont séparés par des arêtes rocheuses qui rejoignent la ligne de crête formée du nord au sud, par les Monte Astu (1 535 m), Cima di Grimaseta (1 509 m), Bocca di Tenda (1 219 m), Monte Reghia di Pozzo (1 469 m) jusqu'au Monte Fossatello (1 035 m) pour ne citer que les plus importants sommets. À l'ouest de l'Ostriconi, le relief est fait d'un ensemble de collines arrondies, contreforts du massif du Monte Cinto.
Il se découpe en deux parties, séparées par un petit chaînon montagneux s'articulant sur la serra depuis le Monte Reghia di Pozzo, et orienté à l'ouest en arc de cercle à l'est depuis le col de Sainte-Marie (bocca di Santa Maria ou col de Pietralba) via Pedano.
Le premier secteur, au nord du col de Pietralba, représente le haut du bassin versant de la rivière Ostriconi qui naît sur les pentes du Monte Reghia di Pozzo. Il ouvre sur la vallée de l'Ostriconi en s'élargissant en direction de la mer Méditerranée au nord.
L'autre secteur au sud, représente la plus grande partie du bassin versant du ruisseau de Lagani, un affluent de la rivière Tartagine.

### Hydrographie
L'Ostriconi est le principal cours d'eau. Il prend sa source sur les pentes septentrionales du Monte Reghia di Pozzo (1 469 m), à l'altitude 1 050 m, entre le ravin de Branca et le ruisseau de Sossa son premier affluent. Ses principaux affluents sur la commune sont le ruisseau de Sossa, le ruisseau de Ponte et le ruisseau de Conaia.
Le ruisseau de Lagani qui longe les limites communales au sud-ouest, est alimenté par des ruisseaux prenant leur source sur Pietralba. Les principaux sont le ruisseau de Fucine, le ruisseau de Fighe et le ruisseau de Maiarinco qui naît sur le flanc oriental du Monte Reghia di Pozzo.

### Climat et végétation
Son sol est couvert le plus souvent d'un bas maquis composé des essences végétales communes, avec des chênes verts isolés, et où les oliviers qui faisaient autrefois la richesse de la vallée ont été en grande partie détruits. De leur souche jaillissent souvent des pousses donnant de malingres oliviers sauvages. Dans le fond de la vallée de l'Ostriconi, la végétation y est plus luxuriante. On remarquera au printemps en bordure de la Balanina les remarquables tons jaunes apportés par les genêts de Corse (Genista corsica) et les genêts d'Espagne (Spartium junceum), et à l'automne les tons rouille des frênes couvrant les pentes en contrebas de Pedano.
Maintes fois touchée par de violents incendies, la commune présente désormais des zones de coupe-feux nettoyées avant l'été.

### Voies de communication et transports

#### Accès routiers
On arrive au village de Pietralba par la « Balanina », un secteur en voie rapide de la RN 197 ouvert récemment, qui relie la Balagne à Ponte-Leccia, nœud ferroviaire et routier au centre de l'île par lequel on accède à Ajaccio et Bastia les deux métropoles de la Corse.
L'ancienne route D8 qu'on empruntait depuis la RN 197 (intersection proche du pont de Volperone sur le ruisseau de Lagani), relie toujours les villages de Pietralba, Lama et Urtaca entre eux, telle une route corniche qui double la RN 1197. Créé lors de la construction de la Balanina près de la chapelle Santa Maria et de son cimetière situés au col de Sainte-Marie, un échangeur permet de rejoindre directement le village.
La D 308 qui mène à Pedano depuis cet échangeur, s'y termine en cul-de-sac.

#### Transports

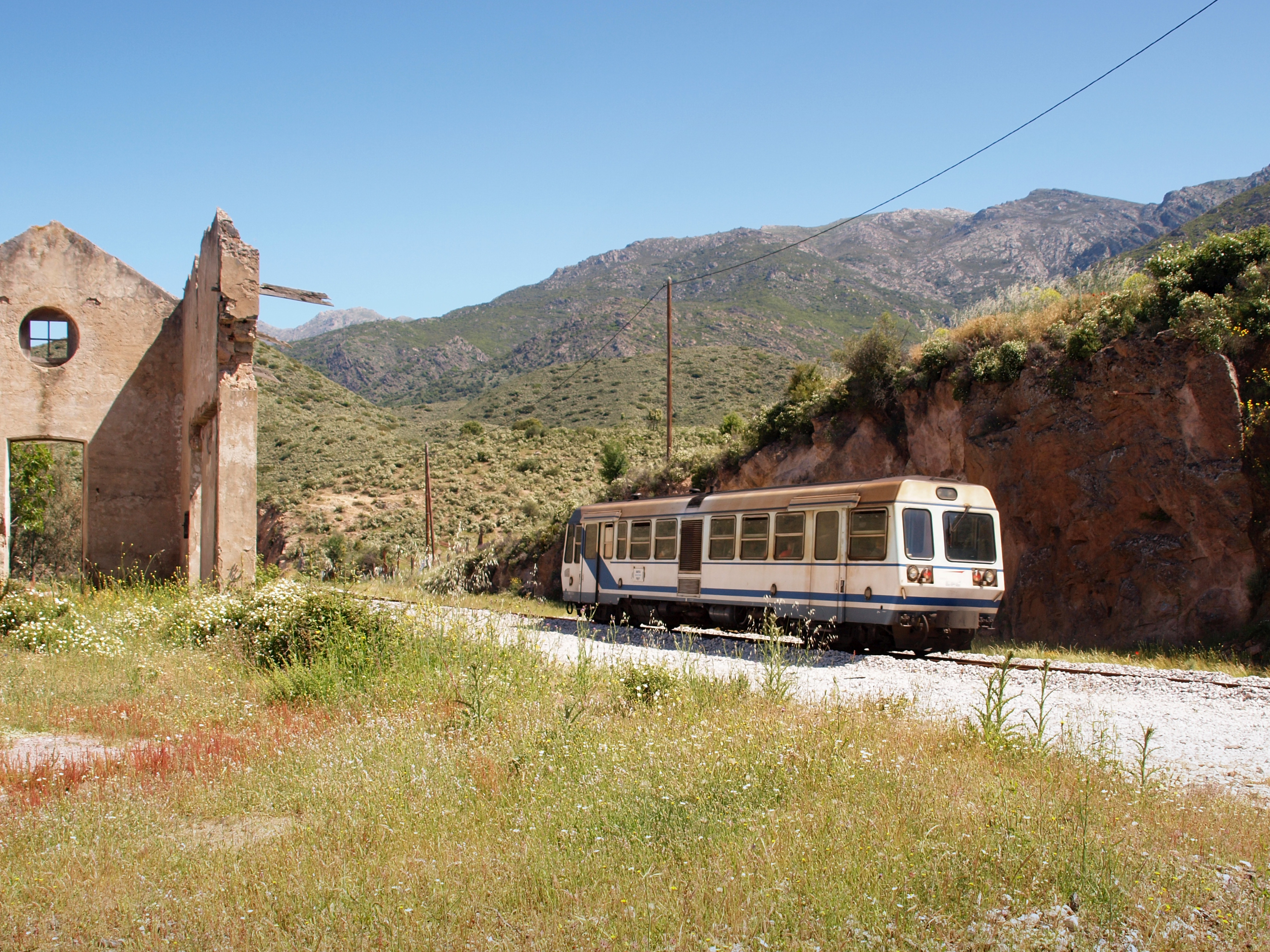
L'ancienne gare de Pietralba traversée par un X 97050 assurant la liaison Ponte-Leccia - Calvi.

La commune est traversée par la ligne des Chemins de fer de Corse qui longe le fond de la vallée du ruisseau de Lagani. Toutefois il n'y a pas d'arrêt sur Pietralba. Les bâtiments désaffectés de l'ancienne gare dite « Gare de Pietralba », sont situés administrativement sur le territoire communal de Castifao.

## Urbanisme

### Typologie
Au 1er janvier 2024, Pietralba est catégorisée commune rurale à habitat dispersé, selon la nouvelle grille communale de densité à sept niveaux définie par l'Insee en 2022.
Elle est située hors unité urbaine et hors attraction des villes,.

### Occupation des sols
L'occupation des sols de la commune, telle qu'elle ressort de la base de données européenne d’occupation biophysique des sols Corine Land Cover (CLC), est marquée par l'importance des forêts et milieux semi-naturels (99,4 % en 2018), une proportion sensiblement équivalente à celle de 1990 (98,2 %). La répartition détaillée en 2018 est la suivante : 
milieux à végétation arbustive et/ou herbacée (82,1 %), espaces ouverts, sans ou avec peu de végétation (10,9 %), forêts (6,4 %), zones urbanisées (0,6 %). L'évolution de l’occupation des sols de la commune et de ses infrastructures peut être observée sur les différentes représentations cartographiques du territoire : la carte de Cassini (XVIIIe siècle), la carte d'état-major (1820-1866) et les cartes ou photos aériennes de l'IGN pour la période actuelle (1950 à aujourd'hui).

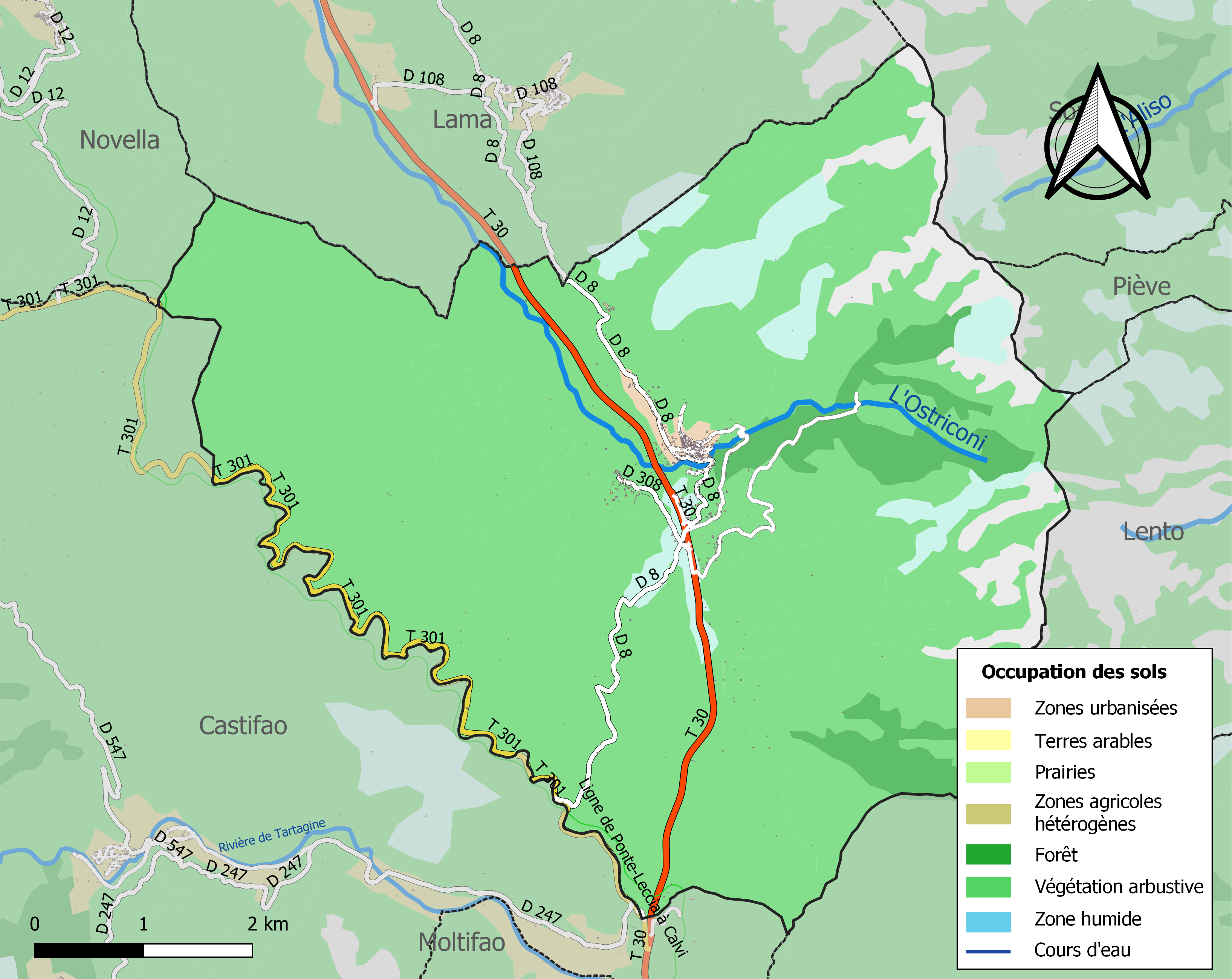
Carte des infrastructures et de l'occupation des sols de la commune en 2018 (CLC).

### Teto

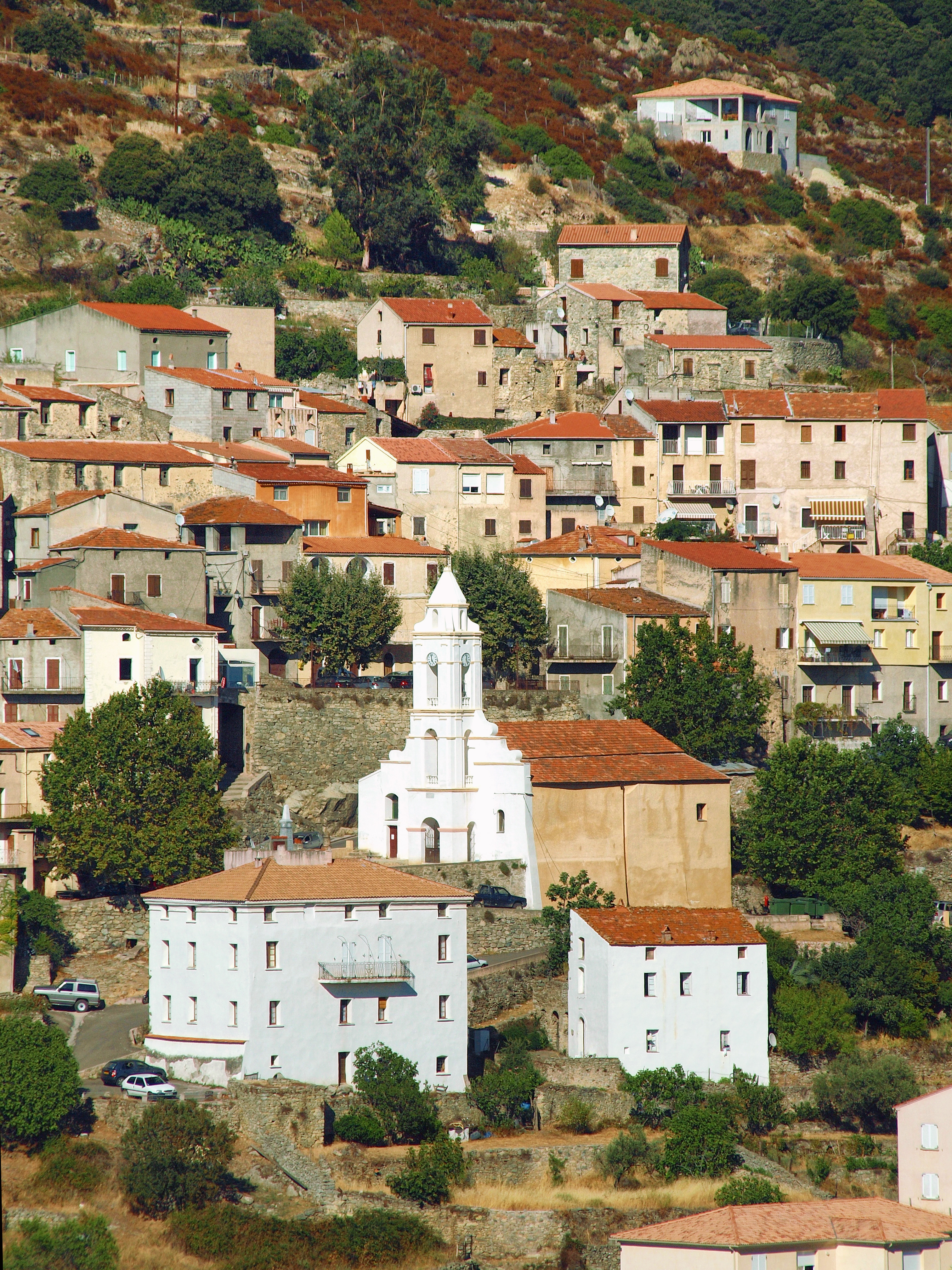
L'église San Roccu au cœur du village de Teto.

Dominé par la Cima di Grimaseta et par la Serra di Tenda, Teto (U Tetu), le village principal de la commune, s'est construit à l’abri de deux tours fondées au XIIe siècle par les marquis de San Colombano dans les quartiers de Torra et de Torraccia. L'une de ces deux tours est toujours debout et a été réaménagée en habitation. Teto comprenait autrefois les hameaux de Case Nove situé à l'est du village avec le Castello di Lumisgiana, déserté vers 1920 et aujourd'hui ruiné, et d'U Fualellu au nord du village. Il lui est maintenant rattaché.
Teto présente un ensemble homogène d'habitations groupées autour de son église San Roccu et alignées à flanc de montagne, au pied de l'arête qui prend naissance près de Bocca di Tenda (1 219 m). Le village possède toujours son bureau de poste et son groupe scolaire primaire.

### Pedano
Le petit village de Pedano (U Pedanu) se situe à l'ouest de l’autre côté de la vallée. Il possédait une tour de défense dominant la route du col de Santa Maria Assunta au lieu-dit E Rotte. S'y trouve la petite chapelle A Nunziata du XVe siècle.

## Histoire

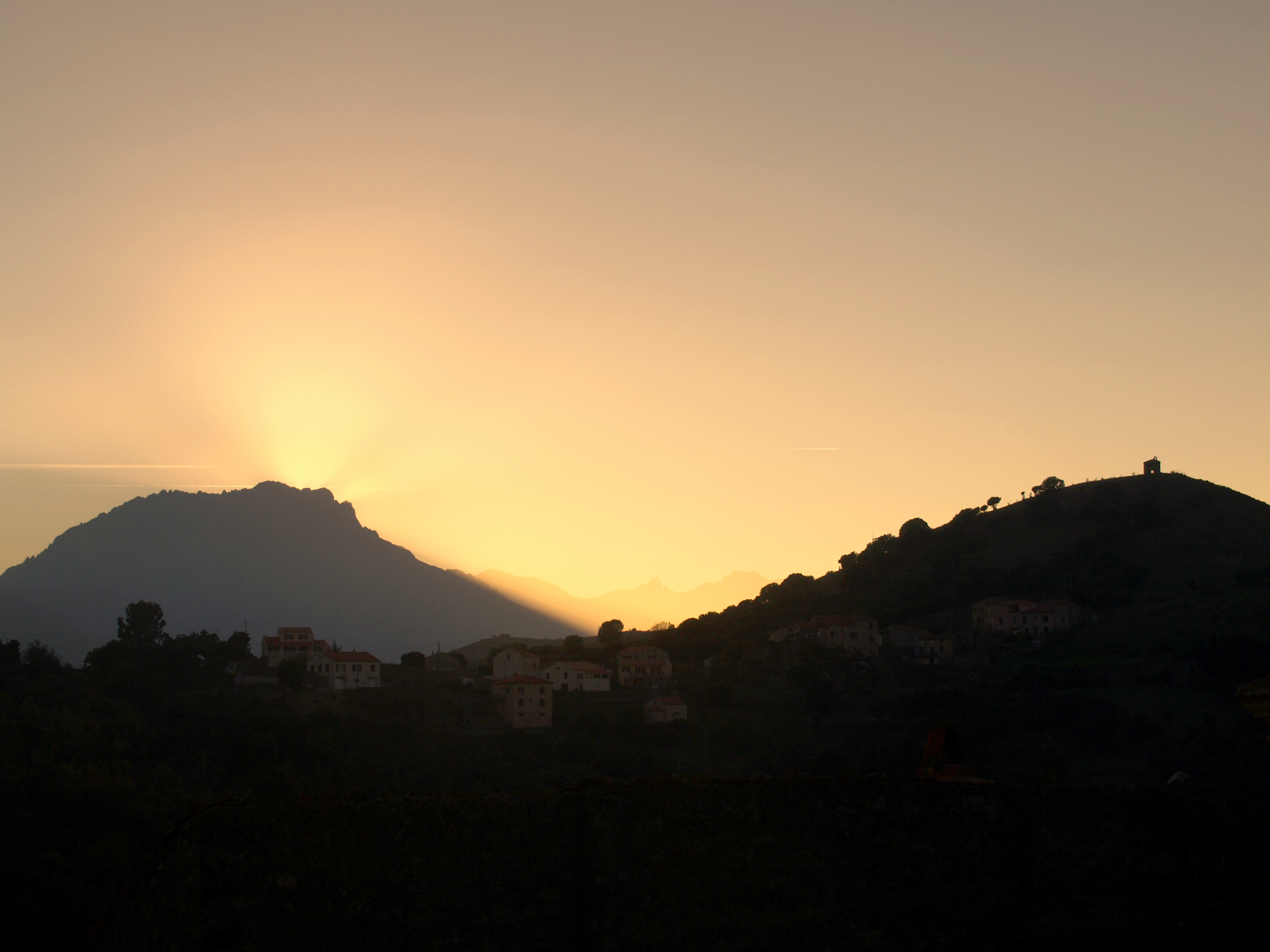
Pedano et la chapelle San Michele ; au fond le Monte Padro.

### Préhistoire
Deux sites différents de Pedano ont livré des vestiges proto-historiques : un abri funéraire du bronze ancien et des restes humains sur le premier et un abri funéraire de l’âge du fer et des fibules en bronze sur l’autre, au lieu-dit Grotta di u Luru.

### Moyen Âge
Au XIIe siècle Teto (U Tetu) vivait sous la protection des marquis de Massa, seigneurs de San Colombano. Au XIVe siècle ce fut sous celle du seigneur Guglielminuccio petit-fils d’une des filles du Comte Giovanninellu du Nebbio, le fondateur de Calvi, et à la fin du XVe siècle sous celle du célèbre notable Griffo d’Omesa. « Guglielminuccio de la seigneurie des Cortinchi devenus maîtres du pays, passa à Pietralba et y construisit le château de Porretto, où il se fixa ».

### Renaissance
De 1450 à 1552, la banque de Saint-Georges gestionnaire de la Corse, accorde à la famille Bertola les concessions agraires de l'Ostriconi jusqu'à Tenda, Case Nove et Novella, location qui en réalité se transforme en propriété. Le concessionnaire est tenu de planter une certaine quantité d'arbres (oliviers de préférence) avec spoliation des communautés environnantes restées incultes depuis 8 ans, interdiction de couper du bois, de chasser et surtout de faire pâturer les troupeaux, et de construire des tours de défense. Certains contrats fixent même les dimensions des tours (40 palmes de hauteur pour celles de l'Ostriconi). Comme au col de San Colombanu (Palasca), des ouvrages de défense avaient donc été répartis à quelques centaines de mètres autour du col de Santa Maria pour en surveiller le passage, le plus important étant le Castellu di Lumisgiana à 600 m d'altitude à l’est du col. 
L'importance stratégique du village et la sécurité assurée par les ouvrages défensifs firent qu'une population s’y fixa rapidement, construisant maisons et lieux de culte.
- 1426 - Giovan Paolo et Rinuccio de Leca soulèvent et arment tous les hommes de leur seigneurie. Ambrogio de' Negri est envoyé en toute hâte en Corse par l'Office avec quelques soldats. Après la prise du fort que Giovan Paolo avait élevé à Foce d'Orto et le départ de ce dernier, Ambrogio, satisfait de voir la guerre heureusement terminée, rétablit le calme partout et, avant son retour en Italie, remit l'île entière ainsi pacifiée sous l'obéissance des Génois. Après de nouveaux soulèvements créés par Giovan Paolo, il revient comme commissaire de Saint-George. Ambrogio devait aller à tout prix secourir Corte assiégée par les insurgés corses. Mais jugeant ses forces moins importantes, il refuse le combat et « [...] retournant donc sur ses pas du côté de l'église de S. Maria di Pietralba, il y passa la soirée, et la nuit suivante, franchissant la montagne de Tenda, si fatale aux Génois à certains moments, il entra dans le Nebbio »[8].

### Temps modernes
Au XVIe siècle, le 11 septembre 1514, Mgr Agostino Giustiniani est nommé à l'évêché de Nebbio. Écrivain, Il est l'auteur de plusieurs ouvrages dont un qui se rattache particulièrement à l'histoire de la Corse : le Dialogo ou « Description de la Corse ». De l'analyse faite par M. V. de Caraffa, la pieve de Pietralba est ainsi décrite :

« [...] les pièves de Caccia et de Pietralba, qui font un total de sept cents feux répartis en dix-huit villages ; ces pièves sont renommées pour l'excellente qualité de leurs blés. Bien que nous ayons nommé séparément ces deux pièves, on leur donna généralement dans l'île le nom unique de Caccia. »

— Mgr Giustiniani, Description de la Corse, traduction de l'abbé Letteron in Histoire de la Corse, Tome I, p. 49.
Vers 1520, la pieve de Petralba était composée des lieux habités suivants : lo Pedano, lo Teto, le Casenove, l’Ulmesana, Carozica.
Durant ce siècle, eurent lieu sur le site plusieurs batailles de la guerre que se livrèrent, d'abord le roi de France Henri II et les Génois, puis Sampiero avec ses partisans corses contre Gênes.
- 1554 - Le 18 septembre, Orazio Brancadoro de Fermo, à la tête de plusieurs compagnies génoises et corses, refusa le combat avec les troupes françaises. Il prit le chemin pour Saint-Florent en voulant franchir la montagne.

« De peur qu'on ne lui barrât le chemin, il avait envoyé en avant les Corses qui n'avaient pas de compagnies à conduire, afin qu'ils occupassent avant les Français le passage du hameau de Casenuove, puis celui du col de Tenda, qu'il fallait absolument franchir. Brancadoro, sans prolonger la lutte davantage, gravit en ordre de bataille et avec toute la célérité possible la côte qui est fort raide. Mais la cavalerie qui le harcelait sans relâche avait assez retardé sa marche pour que, au moment où arrivait sur la hauteur, Sampiero y arrivât de son côté avec les Corses qui l'avaient suivi dans sa marche précipitée et bientôt après Montestrucco avec les compagnies. Ainsi resserrée de tous côtés, l'armée génoise fut aussitôt battue et mise en déroute. [...] Giacomo Santo Da Mare, qui était la gloire du Deçà des Monts, périt en poursuivant vigoureusement les Génois à la descente de la montagne. »
— Marc' Antonio Ceccaldi in Chronique, traduction de l'Abbé Letteron in Histoire de la Corse - Tome II, p. 155 - 157.
- 1565 - Le premier mai, Stefano D'Oria, seigneur de Dolce-Acqua, commandant général des troupes génoises, partit avec les compagnies espagnoles, et passant par le col de Tenda, il arriva à Pietralba, où il brûla la plus grande partie des maisons[9].
- 1568 - En fin d'année, sur le territoire d'Omessa, les Corses qui soutenaient Alfonso, fils de Sampiero, poursuivirent l'infanterie génoise jusqu'à la Serra di Tenda ; l'infanterie génoise était en grand danger d'être anéantie.

« Comme d'autres combats sanglants avaient déjà été livrés en cet endroit, Giorgio D'Oria fit construire à Pedano un fort qui se trouve au bas de la descente et au commencement de la montée lorsqu'on va à Bastia. En cas de besoin, les Génois avaient là désormais un refuge assuré. »
— Anton Pietro Filippini in Chronique, traduction de l'Abbé Letteron in Histoire de la Corse - Tome III, p. 273.

#### Bocca di Tenda

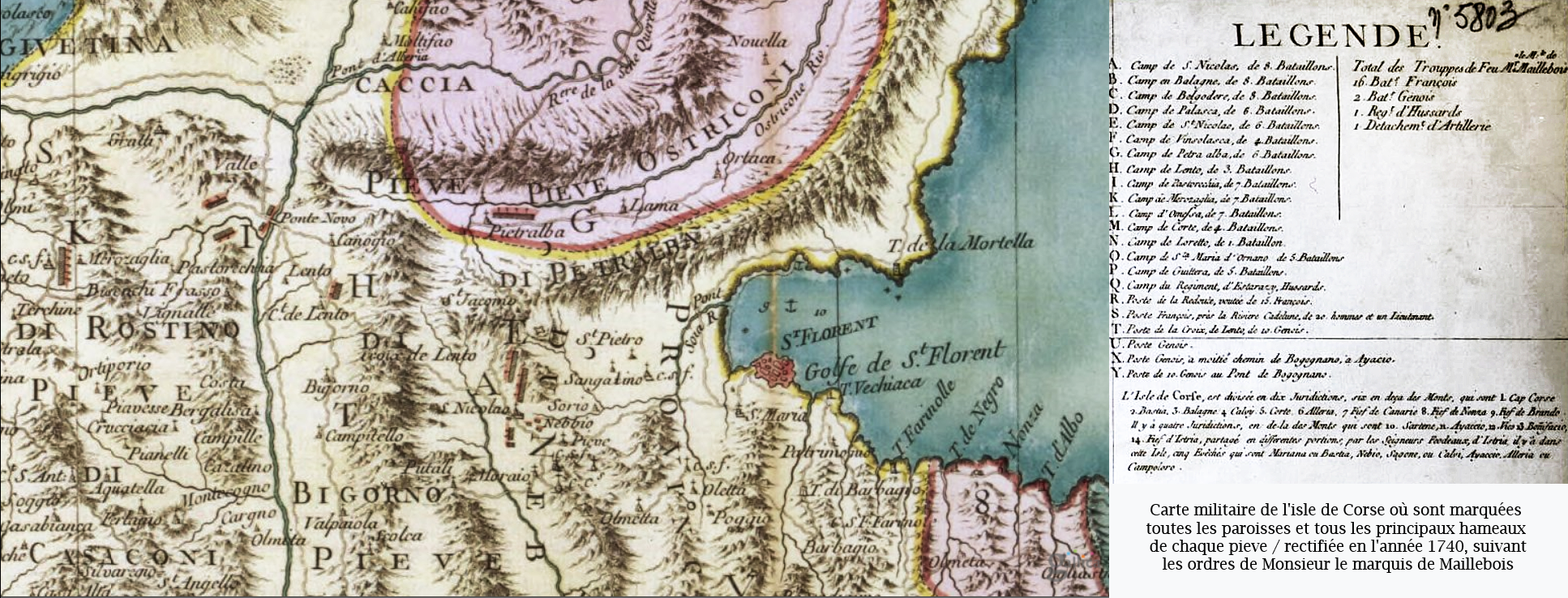
Secteur militaire de Tenda - Carte de 1768.

Durant la grande révolte des Corses contre Gênes (1729-1769), Pietralba a été un site stratégique important pour les armées française, génoise et corse. Le col de Santa Maria commandait le passage entre la Balagne et l'intérieur de l'île. Quant à Bocca di Tenda, ce col était un passage "obligé" entre le Nebbio et l'intérieur de l'île.
Sous Pascal Paoli, la pieve de Petralba est unie à Lama et Urtaca pour former la pieve du Canale.
C'est en 1760 que Pedano et U Tetu fusionnèrent pour former l'actuelle commune de Pietralba.
Avec la Révolution, en 1790 les pievi deviennent des cantons. La pieve de Canale devient le canton de Lama.

### Époque contemporaine
En 1954 Pietralba comptait 511 habitants.
1971-1973 : les anciens cantons de Lama, Murato et Santo-Pietro-di-Tenda fusionnent pour former le nouveau canton de Haut-Nebbio.
La commune recèle plusieurs chapelles, une à Case Nove dédiée à Santa Lucia, une autre au col Santa Maria Assunta qui fut dit-on, église d’une petite communauté qui y vécut il y a fort longtemps, au Pedano, A Nunziata, San Michele qui domine la vallée, et à l’ouest de San Michele, San Ghjuva, un sanctuaire abandonné au XIVe siècle, ruiné et qui dominait Presa Suprana un village depuis disparu.
A l’entrée du village, l’église San Roccu datant du XVe siècle dispose de trois nefs et de six chapelles latérales. Elle abrite la statue de San Roccu, portée en procession et saluée par des salves de tirs le 16 août, à l’occasion de la fête patronale. Actuellement des messes sont encore célébrées dans les églises et chapelles San Roccu, Santa Maria et une fois par an à Nunziata et Santa Lucia.

## Économie
Pietralba était une commune rurale qui tirait sa richesse principalement de la culture du blé et de l’orge. Les céréales étaient échangées contre de l’huile de Lama et des châtaignes de Castagniccia.
Pietralba était aussi réputé pour le fameux pistolet appelé la Pietralbinca qui était fabriqué dans ses forges[réf. souhaitée]. Dans celles-ci étaient aussi fabriquées des sonnailles pour les animaux.
 
De nos jours, un grand nombre d'habitants travaillent au village, dans le pastoralisme (ovins et bovins), dans deux charcuteries artisanales, dans des commerces (boulangerie, boucherie, débit de boissons et épicerie), dans des entreprises de B.T.P., et d'autres exercent des professions libérales ou de services.

## Politique et administration
| Période                                  | Période  | Identité   | Étiquette | Qualité         |
| ---------------------------------------- | -------- | ---------- | --------- | --------------- |
| mars 2008                                | En cours | Jean Casta | UMP-LR    | Cadre supérieur |
| Les données manquantes sont à compléter. |          |            |           |                 |

## Population et société

### Démographie
L'évolution du nombre d'habitants est connue à travers les recensements de la population effectués dans la commune depuis 1800. Pour les communes de moins de 10 000 habitants, une enquête de recensement portant sur toute la population est réalisée tous les cinq ans, les populations de référence des années intermédiaires étant quant à elles estimées par interpolation ou extrapolation. Pour la commune, le premier recensement exhaustif entrant dans le cadre du nouveau dispositif a été réalisé en 2007.

En 2022, la commune comptait 503 habitants, en évolution de +3,5 % par rapport à 2016 (Haute-Corse : +5,15 %, France hors Mayotte : +2,11 %).
| 1800 | 1806 | 1821 | 1831 | 1836 | 1841 | 1846 | 1851 | 1856 |
| ---- | ---- | ---- | ---- | ---- | ---- | ---- | ---- | ---- |
| 620  | 478  | 478  | 745  | 741  | 444  | 704  | 679  | 590  |

| 1861 | 1866 | 1872 | 1876 | 1881 | 1886 | 1891 | 1896 | 1901 |
| ---- | ---- | ---- | ---- | ---- | ---- | ---- | ---- | ---- |
| 580  | 600  | 526  | 720  | 678  | 678  | 726  | 652  | 612  |

| 1906 | 1911 | 1921 | 1926 | 1931 | 1936 | 1946 | 1954 | 1962 |
| ---- | ---- | ---- | ---- | ---- | ---- | ---- | ---- | ---- |
| 622  | 616  | 611  | 561  | 486  | 505  | 463  | 511  | 405  |

| 1968 | 1975 | 1982 | 1990 | 1999 | 2006 | 2007 | 2012 | 2017 |
| ---- | ---- | ---- | ---- | ---- | ---- | ---- | ---- | ---- |
| 384  | 368  | 340  | 244  | 314  | 404  | 417  | 430  | 504  |

| 2022 | - | - | - | - | - | - | - | - |
| ---- | - | - | - | - | - | - | - | - |
| 503  | - | - | - | - | - | - | - | - |

### Enseignement
- École primaire : Pietralba possède un groupe scolaire primaire. L'établissement est également fréquenté par les élèves des communes voisines.
- Collège : le plus proche est celui de Moltifao, à 16 km.
- Lycée : le lycée Pascal-Paoli de Corte est situé à 32 km.

Le lycée professionnel agricole le plus proche est situé à Borgo, soit à 45 km.

### Santé
Les cabinets des médecins les plus proches sont situés à Ponte-Leccia (Morosaglia), à environ 10 km. 
Les plus proches hôpitaux sont :
- le Centre hospitalier de Calvi Balagne à 55 km,
- le Centre hospitalier de Bastia à 58 km,
- le Centre Hospitalier Intercommunal Corte Tattone à 32 km.

### Sports

#### Randonnées
- Sentier reliant la chapelle Santa-Maria à la chapelle Santa Lucia à Case Nove distante de près de 2 km. Dénivelé de 161 m.

### Cultes
L'église paroissiale San Roccu relève du diocèse d'Ajaccio.
- 15 août : dans l’ancienne paroisse de l’Assunta est fêtée Santa Maria Assunta au col éponyme.
- 16 août : San Roccu fête patronale. La statue de San Roccu est portée en procession et saluée par des salves de tirs.

## Culture locale et patrimoine

### Lieux et monuments
- Le monument aux morts, situé sur le parvis de l'église San Roccu, au cœur du village.

#### Église Saint-Roch

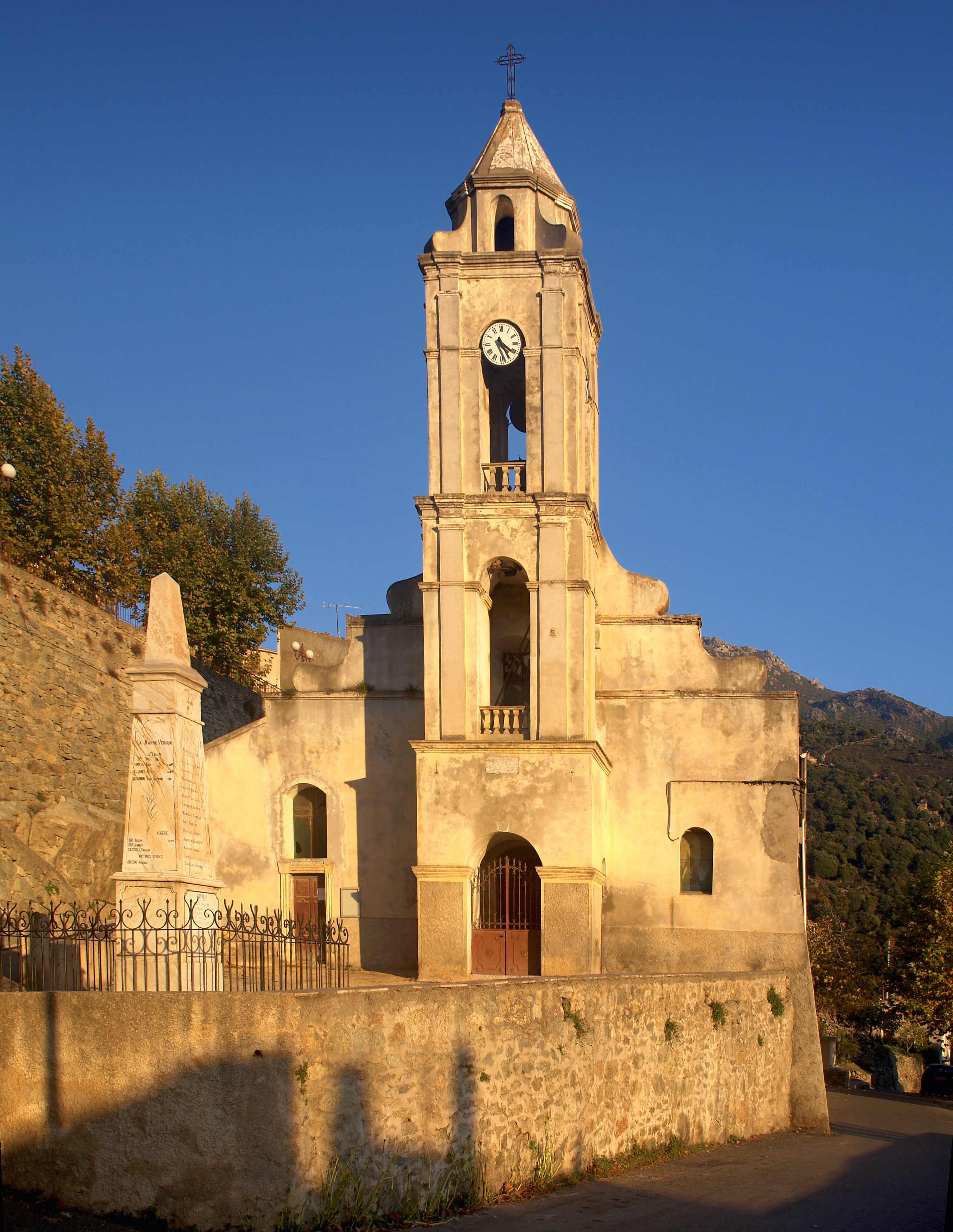
Église San Roccu et le monument aux morts.

L'église paroissiale Saint-Roch (San Roccu) se situe au cœur du village actuel. L’édifice qui date du XVe siècle, a été récemment restauré. L'église dispose de trois nefs et de six chapelles latérales. Son toit est couvert de lauzes et son clocher est à arcades. La statue de San Roccu qu'elle abrite est portée en procession et saluée par des salves de tirs le 16 août, à l’occasion de la fête patronale.

#### Église Santa Maria Assunta
L'église Santa Maria Assunta a été édifiée au col du même nom, à la jonction des routes Balanina, D 8 qui permet de rejoindre la RN 197 et D 138 qui mène à Pedano. Elle pourrait dater du Xe siècle. Elle était une ancienne paroisse (piévane). Elle a été remaniée. Son toit était à l'origine couvert de lauzes. Son campanile était situé auparavant sur le côté de l’édifice. Sur celui-ci certaines pierres de réemploi en schiste vert sculptées (tête humaine, silhouettes d'oiseaux et de quadrupèdes) datent de l’époque pré-romane.

#### Chapelle Saint-Michel
La chapelle Saint-Michel (San Michele) est un minuscule édifice religieux ruiné, érigé au sommet d'une butte à l'ouest de Pedano. Ce sanctuaire date du XIIe siècle. Une messe y est encore célébrée le 29 septembre. Un sentier démarrant à Pedano permet d'y accéder après dix minutes de marche.

#### Chapelle A Nunziata
La petite chapelle A Nunziata du XVe siècle, restaurée, est sise en contrebas du hameau de Pedano.
La chapelle Santa Lucia se trouve à Case Nove, un hameau ruiné situé au sud-est de Pietralba, dominant le village. Elle a été restaurée au début des années 1970.

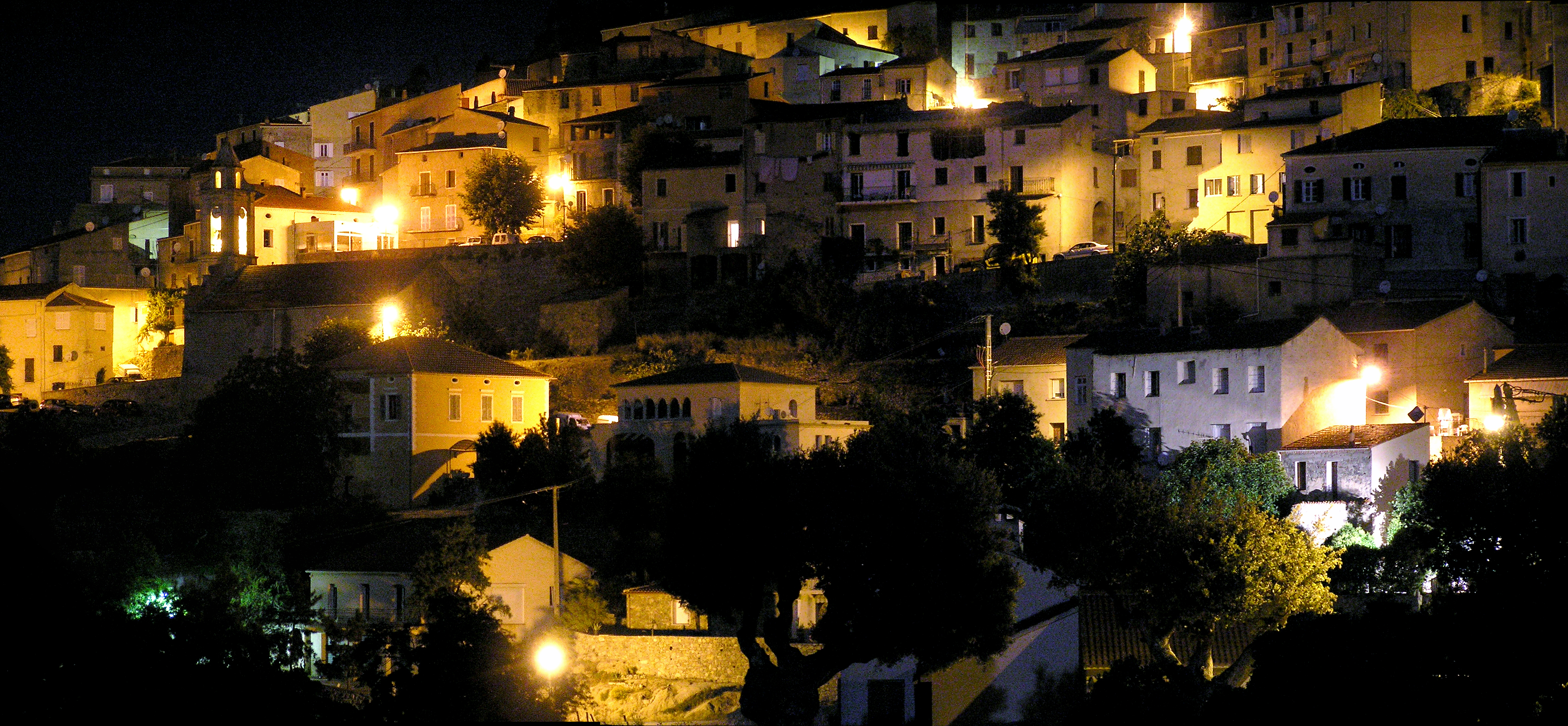
Église Saint-Roch (à gauche) la nuit.
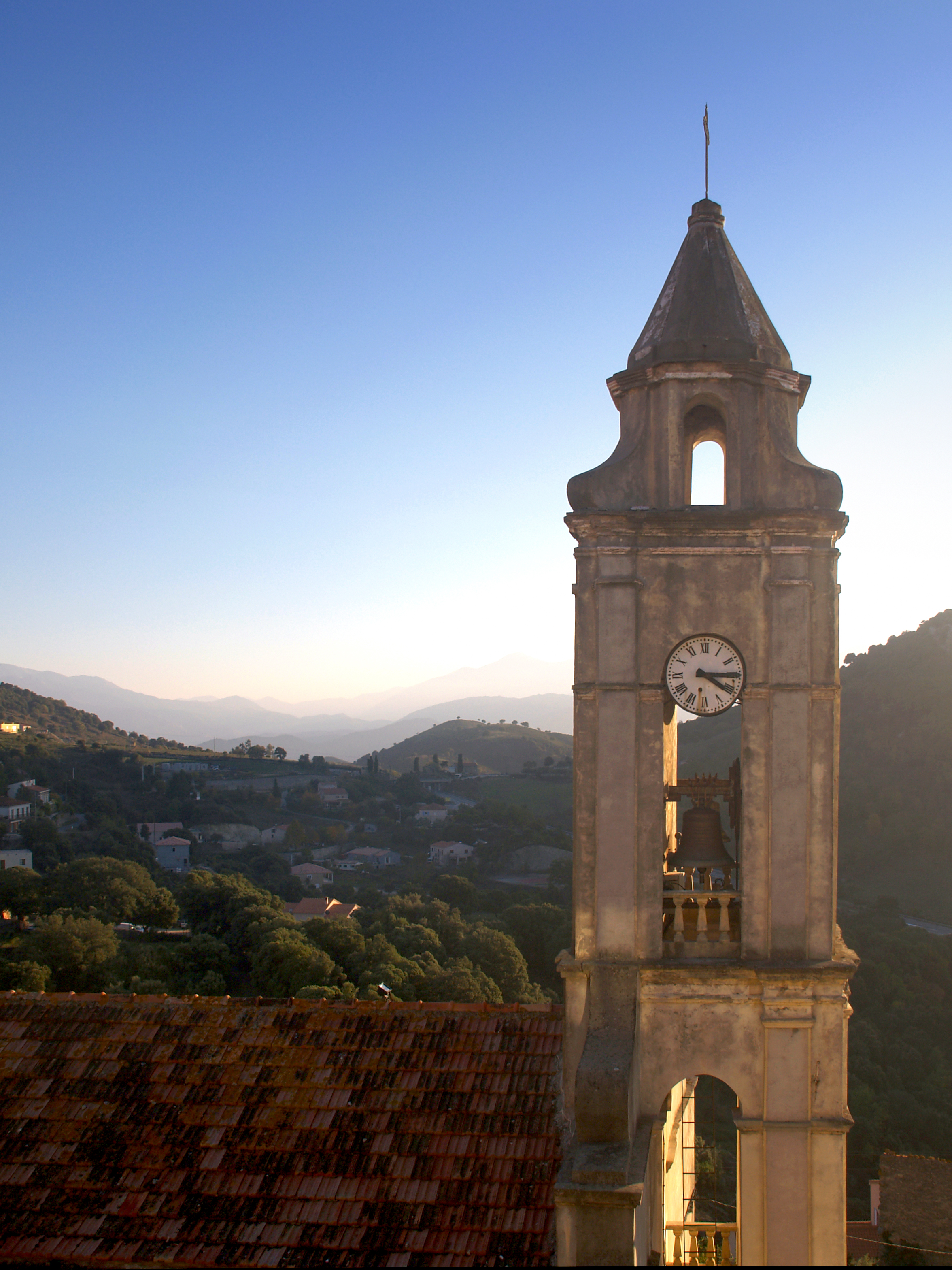
Clocher de l'église Saint-Roch.
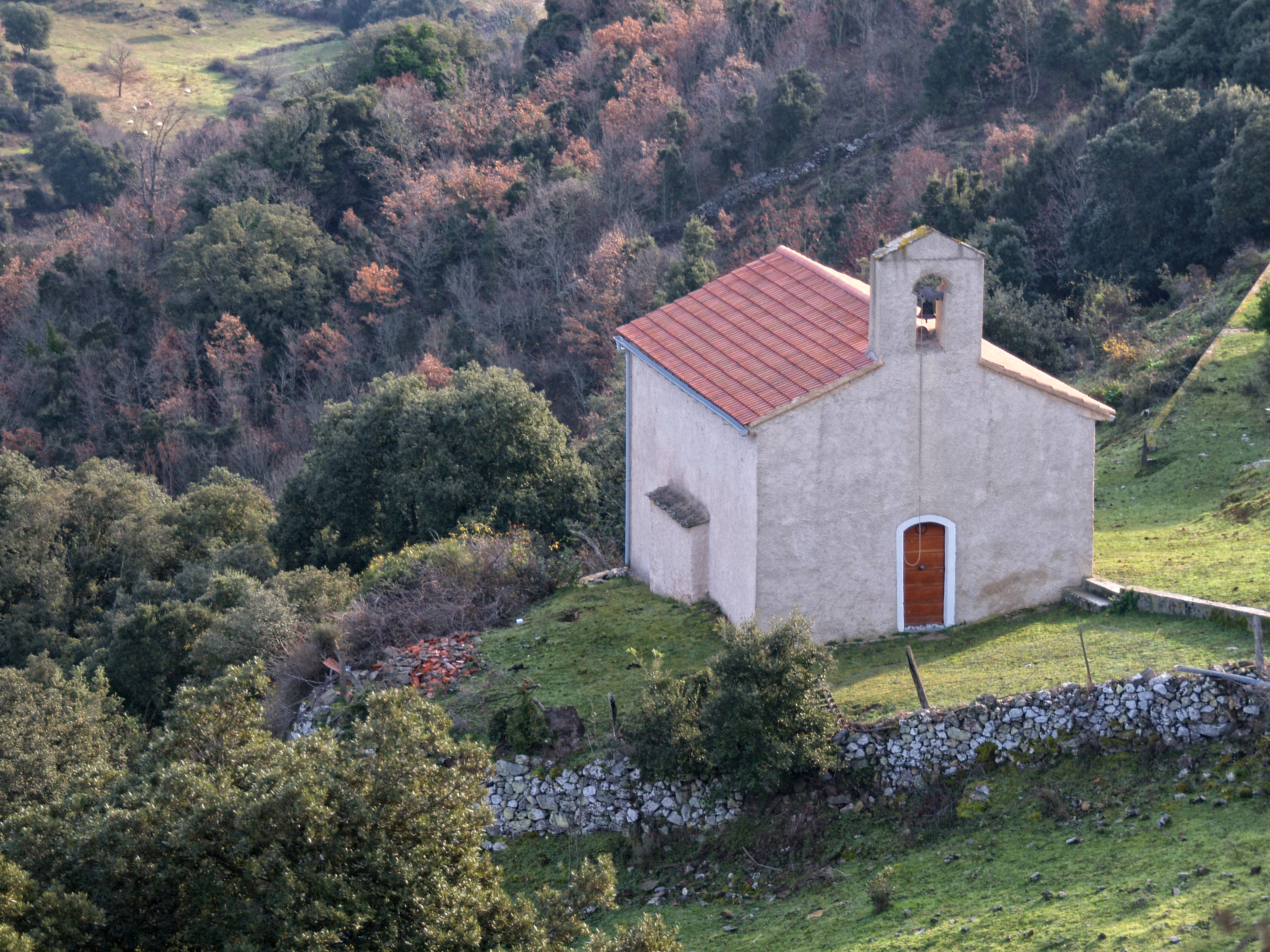
Chapelle A Nunziata.
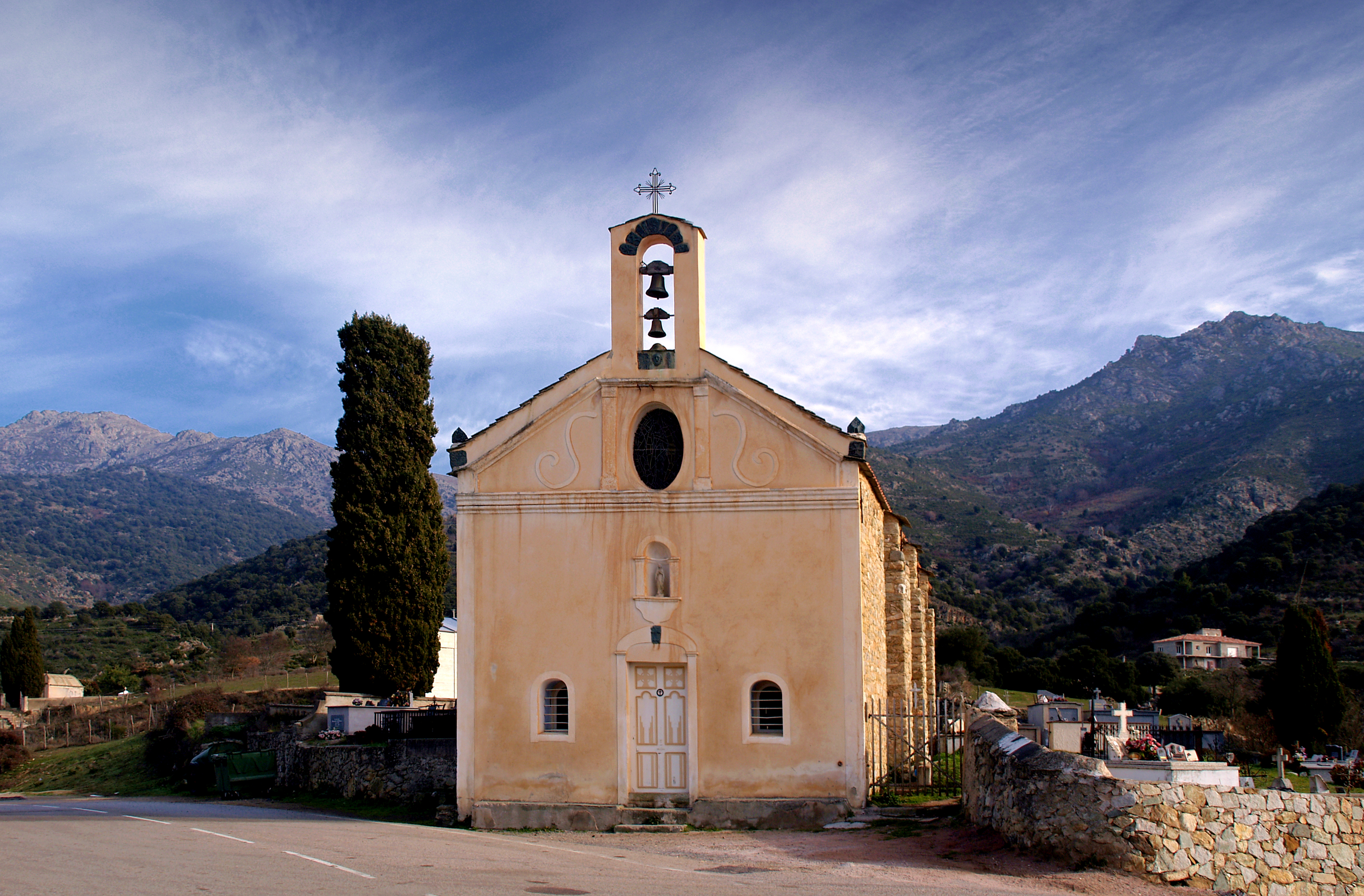
Chapelle Santa Maria.

#### Case Nove

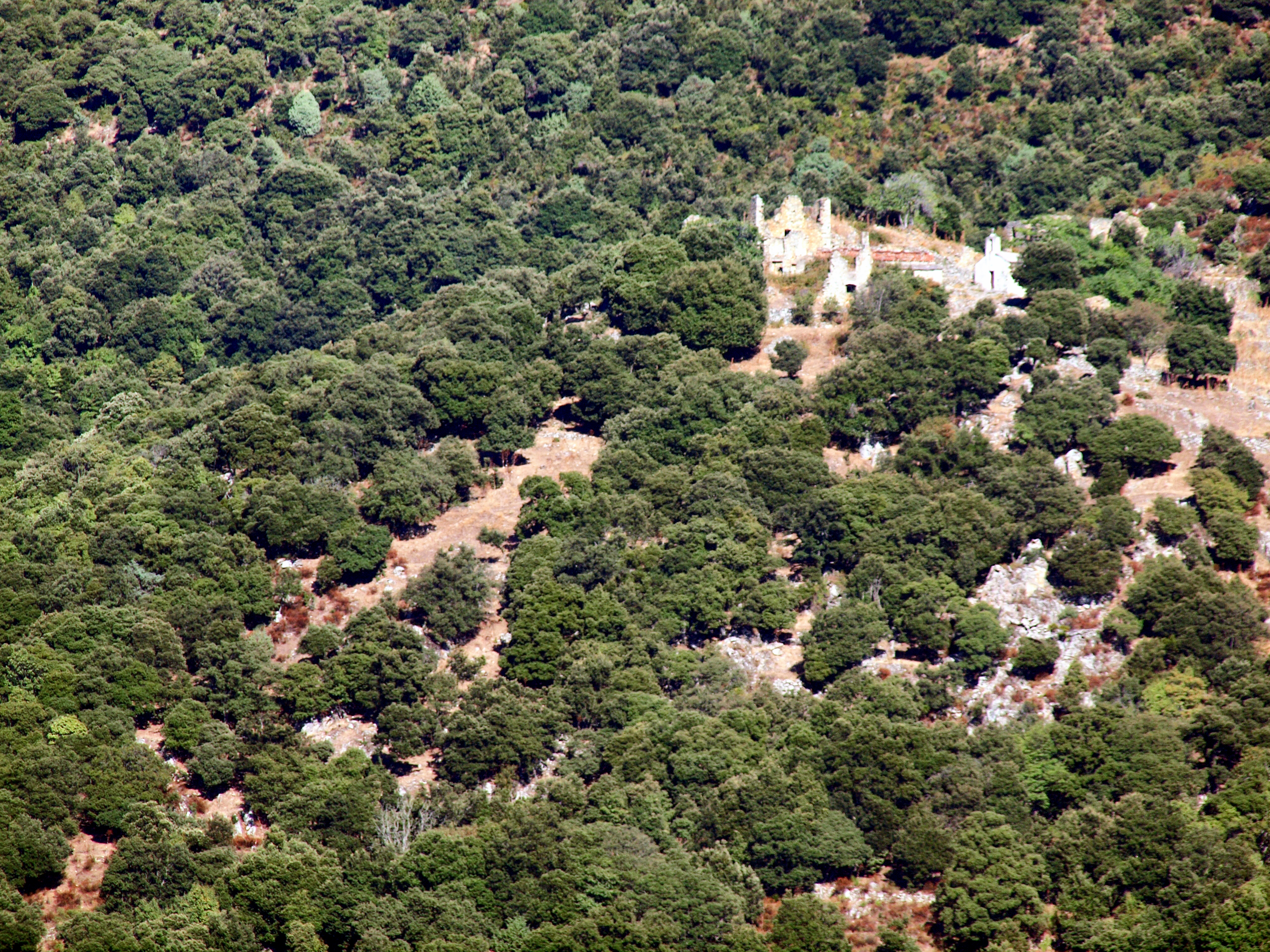
Case Nove, hameau ruiné.

Case Nove est un ancien village en ruines, bâti sur un éperon rocheux au sud-est de Teto. Le village a été déserté aux environs de 1920. Sa chapelle Santa Lucia a été restaurée au début du XXIe siècle.
Il comprend à environ 450 m au sud-sud-est, le château ruiné de Lumisgiana, un ouvrage de défense destiné à la surveillance du passage du col de Santa Maria. Édifié à 610 m d'altitude sur un éperon rocheux au XIIIe siècle, par un commerçant à la fois pirate en mer Méditerranée (?), il est visible depuis le col de Sainte-Marie.

### Patrimoine naturel

#### ZNIEFF
Pietralba est concernée par deux zones naturelles d'intérêt écologique, faunistique et floristique de 2e génération :
Chênaies vertes de Pietralba et Urtaca
La zone couvre une superficie de (653 ha) des communes de Pietralba, Lama et Urtaca. Elle est divisée en deux unités : une zone se situe sur les communes d’Urtaca et de Lama et l’autre sur la commune de Pietralba. La partie sur la commune de Pietralba englobe le bassin versant du ruisseau de Triginaglia jusqu’au lieu-dit Case Nove, entre la Bocca di Tenda et le haut du village de Pietralba.
Crêtes Monte Asto Mont St Angelo
Cette zone concerne les communes de Lento, Piève, Sorio, San-Gavino-di-Tenda, Lama, Urtaca et Pietralba. Elle couvre les crêtes des Monte Astu et Mont Sant Angelo du massif du Tenda, sur une superficie de (1 097 ha). Le paysage végétal des crêtes du Tenda apparaît très dénudé. La végétation arborescente y fait pratiquement défaut. La zone est composée de landes épineuses, de bosquets de châtaigniers, de frênes et de houx, et de forêts de chênes verts, abritant quatre espèces déterminantes : insectes, batraciens et monocotylédones.

### Personnalités liées à la commune
- Pascal Paoli y possédait une demeure et y résidait occasionnellement.[réf. souhaitée]
- L’abbé Bonavita (1752-1833), premier aumônier de l’empereur Napoléon Ier à Sainte Hélène de 1819 à 1821. Son tombeau se trouve à l’île Maurice.